# Take a Hint
"Take a Hint" é uma canção das cantoras Victoria Justice e Elizabeth Gillies juntamente com o elenco de Victorious, gravada para a segunda trilha sonora da série de televisão mencionada, Victorious 2.0: More Music from the Hit TV Show. Lançada como single em 3 de março de 2012 através de download digital pela gravadora Columbia, a música foi apresentada no episódio "Tori and Jade's Playdate", da terceira temporada de Victorious.

## Letra e composição
"Take a Hint" é uma música electronic rock com duração de dois minutos e trinta e sete segundos e foi composta na clave de sol, com um metrônomo de 134 bpm (batidas por minuto). A letra da música é sobre duas garotas irritadas com dois rapazes que elas não estão interessadas, mas que ficam tentando chamá-las para sair. Na letra, elas dizem para eles "ouvirem a dica" e deixá-las em paz.

## Vídeo musical
De acordo com a Nickelodeon, o vídeo oficial de "Take a Hint" é o correspondente à cena de "Tori and Jade's Playdate" onde Justice e Gillies apresentam a canção. Também foi publicado um lyric video oficial, um vídeo com a letra da canção, no canal do VEVO. Porém, ele está somente disponível para os países com acesso ao site da joint venture.

## Faixas e versões
"Take a Hint" foi lançada somente através de download digital em lojas como Amazon.com e iTunes.
| Download digital |               |                                           |         |  |
| N.º              | Título        | Compositor(es)                            | Duração |  |
| 1.               | "Take a Hint" | James Michael, Kevin Kadish, Meghan Kabir | 2:34    |  |

## Créditos de elaboração
Lista-se abaixo os profissionais envolvidos na elaboração de "Take a Hint", de acordo com o encarte do álbum Victorious 2.0.
- Composição - James Michael, Kevin Kadish, Meghan Kabir
- Vocais - Victoria Justice, Elizabeth Gillies

## Desempenho nas tabelas musicais
A composição chegou à posição 8 na tabela Bubbing Under Hot 100.
| Tabela (2009)                           | Melhor posição |
| --------------------------------------- | -------------- |
| Estados Unidos (Bubbling Under Hot 100) | 8              |